# 12309 Tommygrav
12309 Tommygrav è un asteroide della fascia principale. Scoperto nel 1992, presenta un'orbita caratterizzata da un semiasse maggiore pari a 2,7186403 UA e da un'eccentricità di 0,0294707, inclinata di 0,72018° rispetto all'eclittica.
È dedicato a Tommy Grav, osservatore di oggetti transnettuniani e satelliti dei pianeti giganti del Sistema Solare.